# Genista dorycnifolia
Genista dorycnifolia är en ärtväxtart som beskrevs av Font Quer. Genista dorycnifolia ingår i släktet ginster, och familjen ärtväxter. IUCN kategoriserar arten globalt som otillräckligt studerad. Inga underarter finns listade i Catalogue of Life.